# Кофельдт, Флориан
Фло́риан Ко́фельдт (нем. Florian Kohfeldt; род. 5 октября 1982, Зиген, Северный Рейн-Вестфалия) — немецкий футбольный тренер.

## Карьера
Кофельдт начинал играть в футбол на позиции вратаря в молодёжной команде «Яна» из Дельменхорста, куда он переехал в детстве. Позже Флориан перешёл в третью команду «Вердера», где выступал в Бремен-Лиге под руководством Виктора Скрипника. Так как Кофельдт не считал себя талантливым футболистом, он начал изучение наук о спорте и здоровье в Бременском университете, который окончил в 2013 году с учёной степенью магистра искусств. Параллельно с 2006 года Кофельдт тренировал юношеские команды «Вердера» различных возрастных категорий. В 2015 году Кофельдт окончил тренерские курсы Немецкого футбольного союза в академии имени Хеннеса Вайсвайлера с наилучшей оценкой среди всех учащихся.
С 2014 года Кофельдт работал ассистентом главного тренера «Вердера» Виктора Скрипника. В октябре 2016 года Флориан стал главным тренером резервной команды «Вердер II», выступавшей в Третьей лиге.
30 октября 2017 года Кофельдт стал исполняющим обязанности главного тренера первой команды «Вердера» после увольнения Александра Нури. 3 ноября он провёл свой первый матч в Бундеслиге, проиграв на выезде франкфуртскому «Айнтрахту» (1:2). В середине декабря 2017 года Кофельдт стал тренером команды на постоянной основе с контрактом до конца сезона. В апреле 2018 года «Вердер» продлил с ним контракт до 2021 года. Он покинул «Вердер» после 33-го тура сезона 2020/21, когда команда опустилась в зону стыковых матчей, а его место занял Томас Шааф.
В октябре 2021 года Кофельдт сменил Марка ван Боммела на посту главного тренера «Вольфсбурга». В мае 2022 года он покинул команду по взаимному согласию.